# Håkan Malmrot

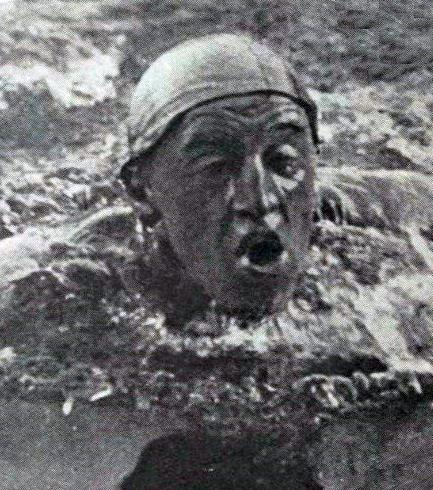
In actie op de Olympische Zomerspelen van 1920.

Håkan Malmrot (Örebro, 29 november 1900 - Karlskrona, 10 januari 1987) was een Zweeds zwemmer. Hij nam deel aan de Olympische Zomerspelen van 1920 in Antwerpen en behaalde daarbij twee gouden medailles.

## Biografie
Håkan Malmrot nam in 1920 deel aan de Olympische Zomerspelen in Antwerpen. Hij trad aan in het zwemmen en nam deel aan de 200 m en de 400 m schoolslag. Daarbij behaalde hij tweemaal de gouden medaille. Hij was de enige niet-Amerikaan die een gouden medaille won in het zwemmen tijdens deze Spelen. Zijn gouden medailles zijn heden te bewonderen in het sportmuseum van Göteborg.
In 1980 werd hij opgenomen in de International Swimming Hall of Fame.

## Belangrijkste resultaten

### Olympische Zomerspelen
| Jaar | Plaats    | Discipline | Onderdeel        | Resultaat |
| ---- | --------- | ---------- | ---------------- | --------- |
| 1920 | Antwerpen | zwemmen    | 200 m schoolslag | Goud      |
| 1920 | Antwerpen | zwemmen    | 400 m schoolslag | Goud      |

1908: Fred Holman ·
1912: Walter Bathe ·
1920: Håkan Malmrot ·
1924: Bob Skelton ·
1928: Yoshiyuki Tsuruta ·
1932: Yoshiyuki Tsuruta ·
1936: Tetsuo Hamuro ·
1948: Joe Verdeur ·
1952: John Davies ·
1956:  Masaru Furukawa ·
1960: Bill Mulliken ·
1964: Ian O'Brien ·
1968: Felipe Muñoz ·
1972: John Hencken ·
1976: David Wilkie ·
1980: Robertas Žulpa ·
1984: Victor Davis ·
1988: József Szabó ·
1992: Mike Barrowman ·
1996: Norbert Rózsa ·
2000: Domenico Fioravanti ·
2004: Kosuke Kitajima ·
2008: Kosuke Kitajima ·
2012: Dániel Gyurta ·
2016: Dmitri Balandin ·
2020: Zac Stubblety-Cook ·
2024: Léon Marchand